# Sarles (Dakota del Norte)
Sarles es una ciudad ubicada en los condados de Cavalier y Towner, Dakota del Norte, Estados Unidos. Según el censo de 2020, tiene una población de 16 habitantes.

## Geografía
La localidad está ubicada en las coordenadas 48°56′42″N 98°59′49″O / 48.94500, -98.99694 (48.944967, -98.996881). Según la Oficina del Censo de los Estados Unidos, Sarles tiene una superficie de 0.68 km², correspondientes en su totalidad a tierra firme.

## Demografía
Según el censo de 2020, hay 16 personas residiendo en Sarles. La densidad de población es de 23.53 hab./km². El 81.25% de los habitantes son blancos, el 6.25% es de otra raza y el 12.50% son de una mezcla de razas. Del total de la población, el 6.25% es hispano o latino.